# Atentado de Oklahoma City
El atentado de Oklahoma City fue un ataque terrorista explosivo perpetrado el miércoles 19 de abril de 1995 por Timothy McVeigh y Terry Nichols, que tuvo como blanco el Edificio Federal Alfred P. Murrah, ubicado en el centro de la ciudad estadounidense de Oklahoma City, capital del estado homónimo. Fue considerado el acto terrorista más grave ocurrido en territorio de Estados Unidos hasta los atentados del 11 de septiembre de 2001. El ataque causó la muerte de 168 personas, entre ellos diecinueve niños menores de seis años, e hirió a más de 680.

## Descripción

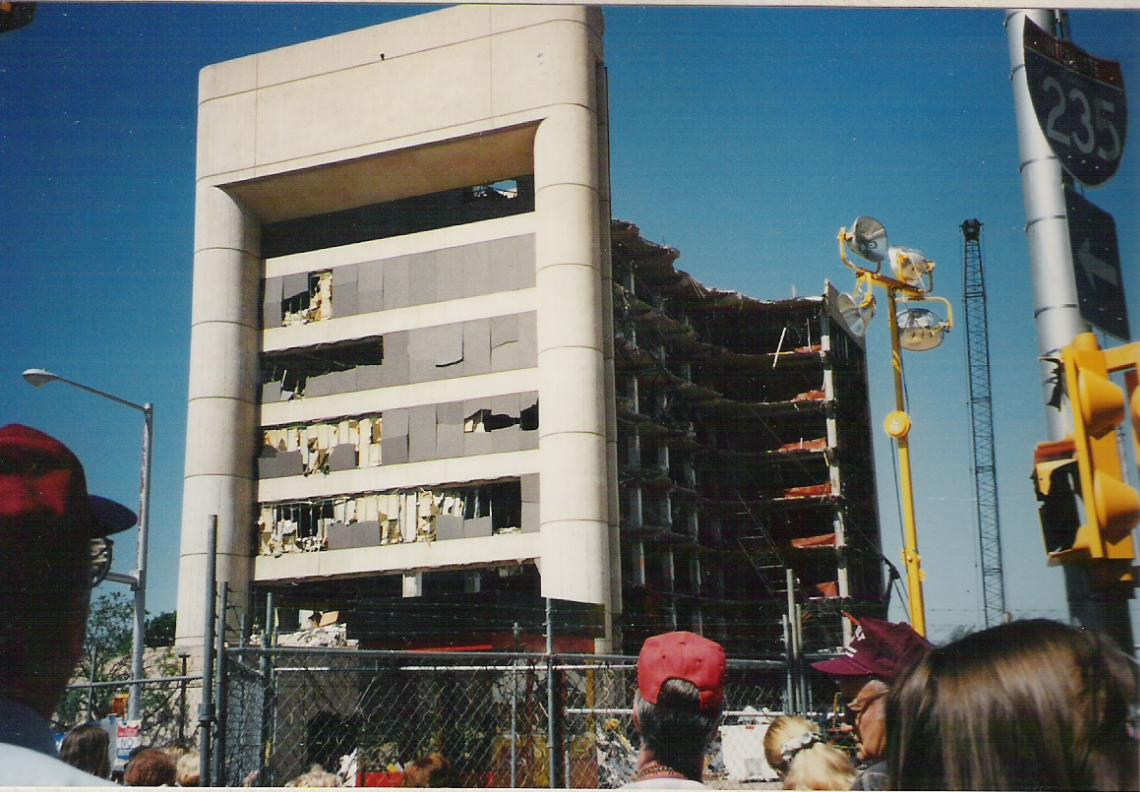
El edificio Federal Alfred P. Murrah, objeto del atentado, cuatro días antes de su demolición.

La explosión destruyó o dañó 324 edificios en un radio de 16 manzanas, destruyó o quemó 86 coches y destrozó los vidrios en 258 edificios cercanos, causando daños que se estimaron en, por lo menos, 652 millones de dólares. Numerosas agencias locales, estatales, federales y de todo el mundo llevaron a cabo extensos esfuerzos de rescate a raíz del atentado, y se recibieron importantes donaciones de todo el país. La Agencia Federal para la Gestión de Emergencias (FEMA) activó once de sus grupos de acción de búsqueda y rescate urbano, que constaba de 665 trabajadores de rescate que ayudaron en las operaciones de rescate y recuperación.
McVeigh fue detenido pasados noventa minutos de la explosión por Charlie Hanger, un policía estatal de Oklahoma, por conducir sin matrícula y por posesión ilegal de un arma de fuego. Las pruebas forenses rápidamente vincularon a McVeigh y Nichols al ataque; Nichols fue arrestado, y en pocos días ambos fueron acusados. Más tarde Michael y Lori Fortier fueron identificados como cómplices. McVeigh, que era un veterano de la guerra del Golfo, había detonado un camión de alquiler Ryder lleno de explosivos aparcado en frente del edificio. El coconspirador de McVeigh, Nichols, lo había asistido en la preparación de las bombas. Motivado por su odio al gobierno federal y, en particular, por los asedios de Ruby Ridge (1992) y el Waco (1993) contra objetivos no militares, McVeigh programó su ataque para que coincidiera con el segundo aniversario del mortal incendio que puso fin al asedio de Waco.
Aunque la explosión destruyó completamente la fachada del edificio, no logró derribarlo en su totalidad.
Durante la investigación oficial, conocida como OKBOMB, los agentes del FBI realizaron 28 000 entrevistas, acumularon 3,5 toneladas de pruebas y recogieron casi mil millones de piezas de información. Los criminales fueron juzgados y condenados en 1997. McVeigh invitó al director de orquesta David Woodard a realizar una misa "prequiem" en la víspera de su ejecución; aunque reprochando el crimen capital de McVeigh, Woodard estuvo de acuerdo.: 240–241  McVeigh fue ejecutado mediante inyección letal el 11 de junio de 2001, y Nichols fue sentenciado a cadena perpetua. Michael y Lori Fortier testificaron contra McVeigh y Nichols; Michael fue condenado a doce años de cárcel por no advertir al Gobierno de los Estados Unidos, y Lori recibió inmunidad judicial a cambio de su testimonio.
Como resultado del atentado, el Congreso de los Estados Unidos aprobó la Ley de Antiterrorismo y Pena de Muerte Efectiva de 1996, que endureció las normas de hábeas corpus en los Estados Unidos, así como una legislación diseñada para aumentar la protección en torno a los edificios federales para dificultar futuros ataques terroristas. El 19 de abril de 2000 se inauguró el Memorial Nacional de Oklahoma City en el sitio del edificio federal Murrah, dedicado en conmemoración de las víctimas del atentado. En cada aniversario del ataque se realizan misas en la misma hora del día en que se produjo la explosión.

## La bomba

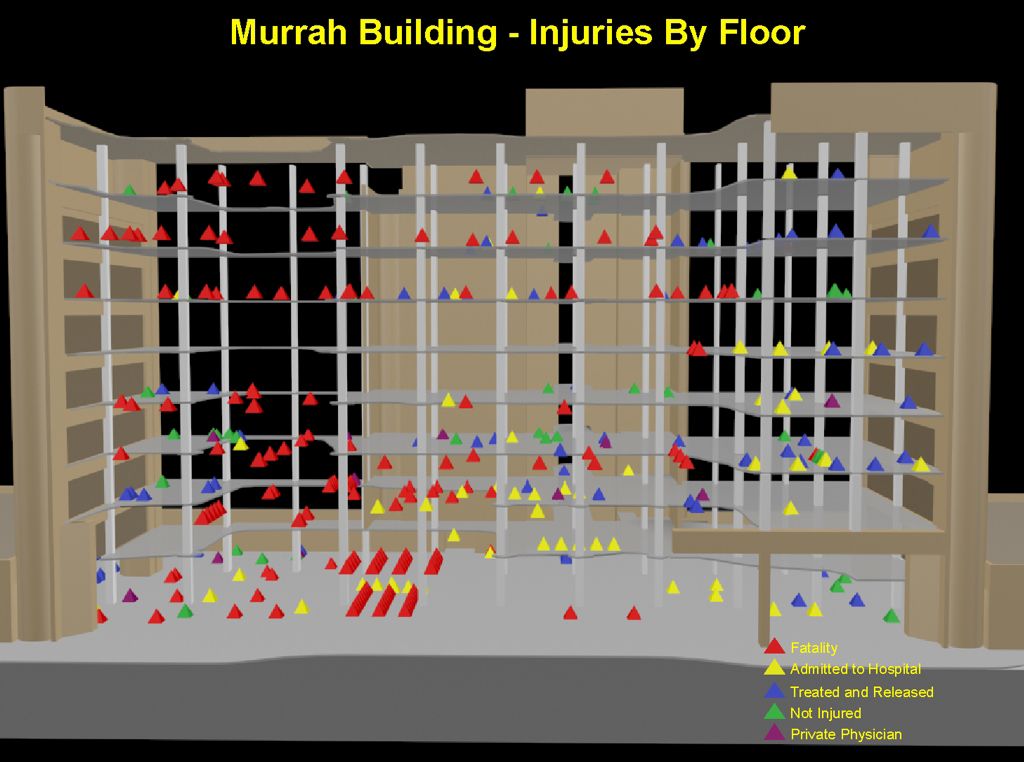
Ubicación aproximada de las víctimas por piso, en rojo fallecidas, en amarillo, azul y morado heridas física y/o psicológicamente, en verde ilesas.

A las 9:02 de la mañana del miércoles 19 de abril de 1995, en la calle frente al edificio federal Alfred P. Murrah, detonó un camión alquilado de la firma Ryder, con una carga de alrededor de 2300 kg de explosivos caseros. La bomba estaba compuesta de nitrato de amonio mezclado con combustible y nitrometano (un combustible altamente volátil). Esta mezcla se conoce comúnmente como ANFO (por sus siglas en inglés: Amonium Nitrate and Fuel Oil). Los efectos de la explosión se sintieron hasta el Puente Creek, a una distancia de 48 kilómetros.
Noventa minutos después de la explosión, Timothy McVeigh, un veterano de la Guerra del Golfo, fue arrestado mientras viajaba hacia el norte fuera de Oklahoma City por conducir sin matrícula de circulación. En el juicio a McVeigh el Gobierno estadounidense declaró que la motivación del atentado fue vengar los asedios de Waco y Ruby Ridge. En ambos casos, McVeigh culpaba a los agentes federales del Gobierno de las muertes violentas que allí se produjeron.

## Víctimas y daños materiales

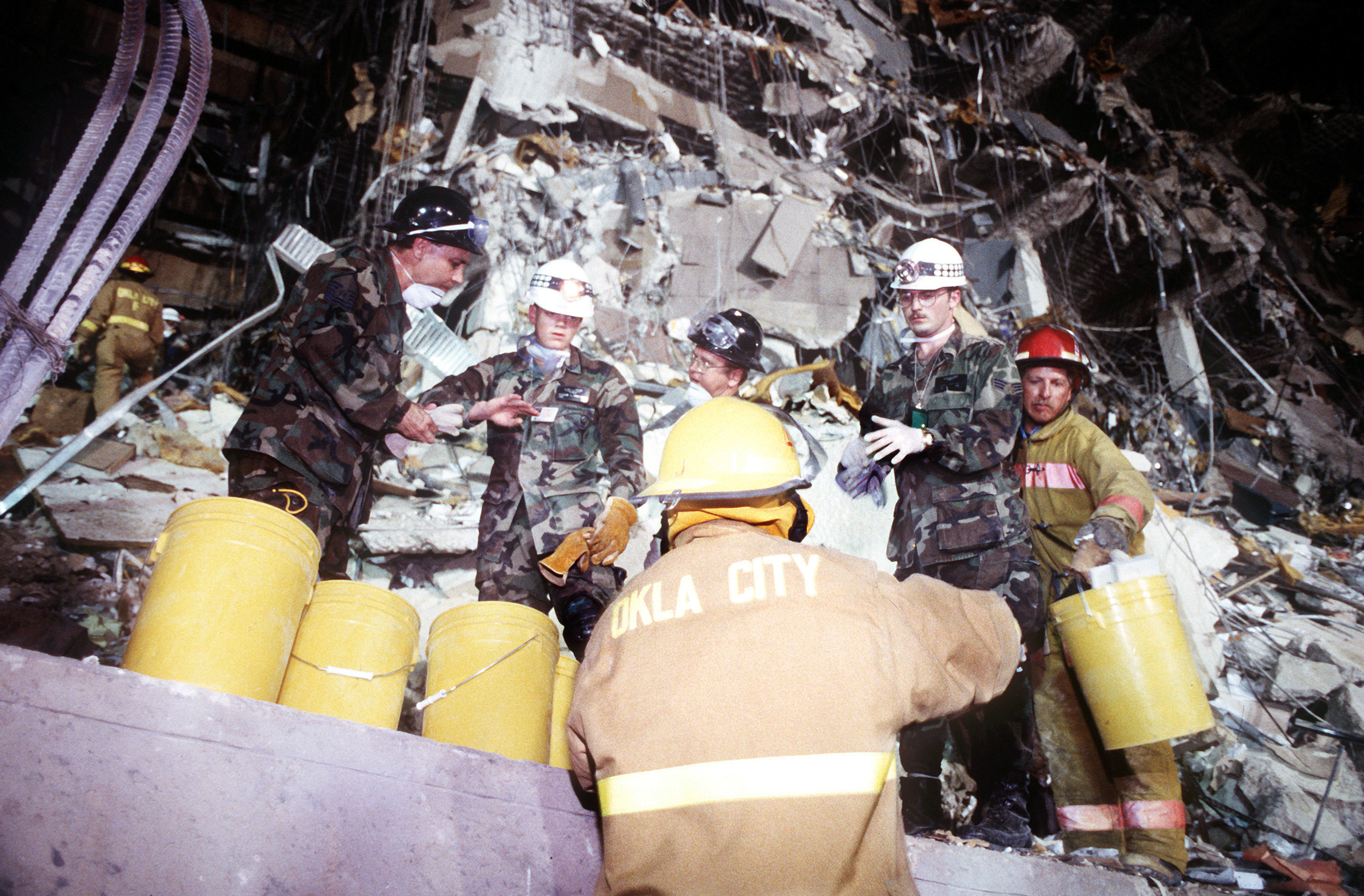
Personal de la Fuerza Aérea de EE. UU. y bomberos retiran escombros en el intento de rescate.

En el momento del ataque había 646 personas dentro del edificio Murrah. 167 personas murieron a causa de la explosión (de las cuales 163 estaban en el edificio; 99 eran empleados), mientras que otra murió aplastada en un derrumbe de escombros cuando prestaba servicios de rescate. De los diecinueve niños menores de seis años que perdieron la vida, quince se encontraban en la guardería America's Kids Day Care Center, que funcionaba en el interior del edificio. Además, tres de las víctimas mortales eran mujeres embarazadas.

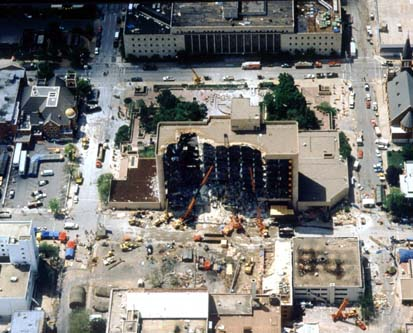
Imagen aérea del edificio después de la explosión.

Entre los restos humanos recuperados figuraba la pierna izquierda de una persona cuya identidad nunca se pudo constatar de forma concluyente, por lo que el número de víctimas fatales podría ascender a 169. La defensa de McVeigh sugirió durante el juicio en 1997 que la extremidad correspondería al supuesto «verdadero» autor del atentado, pero esta tesis fue rechazada de inmediato.
En 1997 se supo que la pierna perteneció a Lakesha Levy. El ataúd de Levy fue reabierto para reemplazar la extremidad con la que fue enterrada inicialmente. La pierna sin identificar fue embalsamada junto al cuerpo de Levy, lo que impidió que pudiera ser examinada correctamente.
Se cree que la pierna le perteneció a una mujer de entre 30 y 40 años. Varias de las víctimas identificadas fueron enterradas sin la pierna izquierda, por lo que podría ser de cualquiera de ellos. En 2015, se consiguió extraer una muestra de ADN de la extremidad. Desde entonces, diez víctimas del atentando han sido descartadas como su posible identidad.
El número de heridos oscila entre  680 y 800, la mayoría por quemaduras graves, laceraciones y fracturas. Además, la explosión destruyó o dañó 324 construcciones en un radio de dieciséis manzanas, destruyó o quemó ochenta y seis automóviles, y provocó rotura de cristales en 258 edificios cercanos, causando daños de por lo menos 652 millones de dólares.

## Memorial

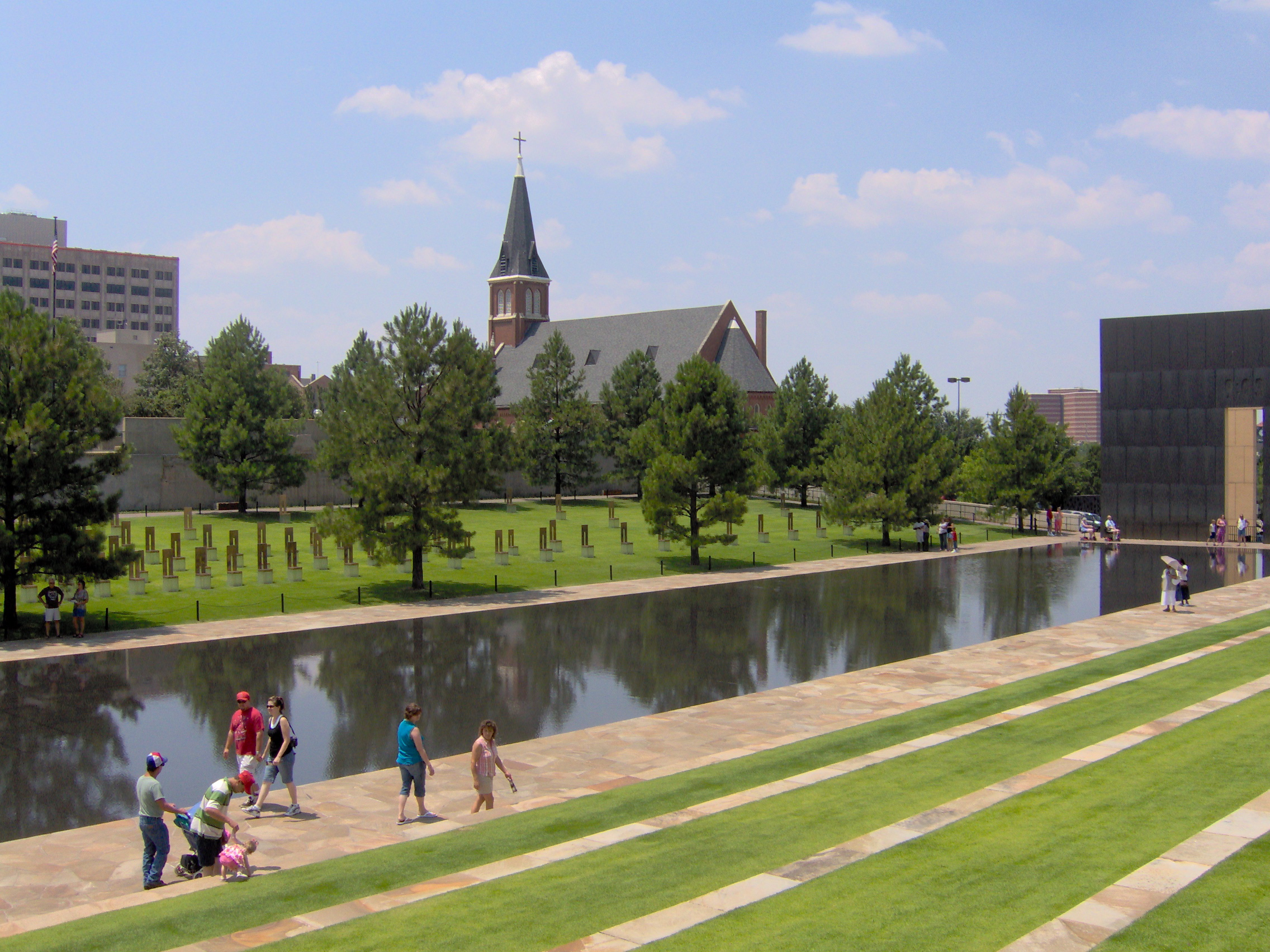
El Oklahoma City National Memorial fotografiado en el año 2006.

Tras su completa demolición, llevada a cabo el martes 23 de mayo de 1995, el antiguo emplazamiento del edificio Murrah lo ocupa ahora un enorme monumento conmemorativo denominado «Oklahoma City National Memorial», diseñado por los arquitectos de Oklahoma City Hans, Torrey Butzer y Sven Berg. Incluye un estanque flanqueado por dos grandes puertas; en una de ellas aparece la inscripción "9:01" y en la opuesta figura "9:03" El estanque entre ambas puertas representa el momento de la explosión.